# Castell del Rei (Pollença)
El castell del Rei és un castell roquer situat a la muntanya del Castell del Rei, a la vall de Ternelles, a Pollença, i té una alçada de 492 m.
A l'època romana, ja fou usat com a fortificació i en l'època musulmana fou, amb el castell d'Alaró l'últim reducte de resistència a les tropes catalanes que van envair Mallorca el 1229. Resistiren fins al març de 1231.

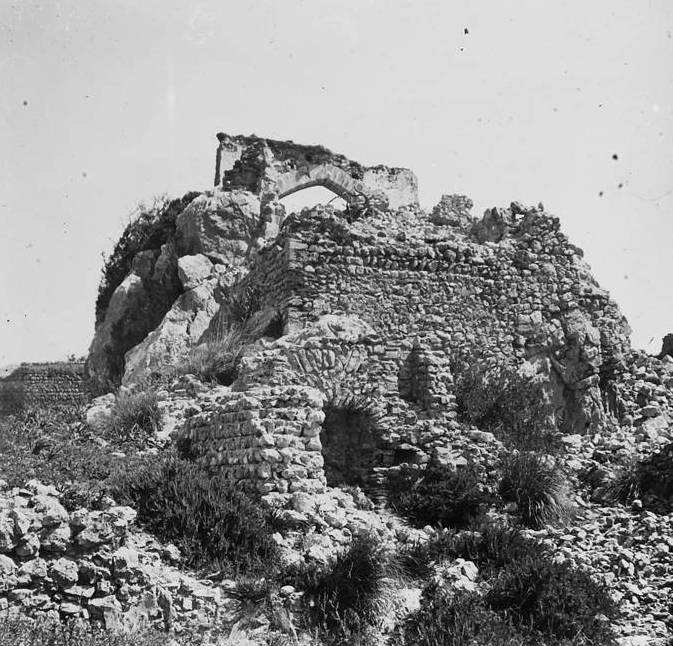
El castell del Rei en una imatge de 1915

Un altre fet històric destacat que succeí allà fou el de la resistència que oferí, el 1343 i durant tres mesos de setge, el darrer reducte dels fidels al rei de Mallorca Jaume III, quan aquest ja havia perdut el seu regne i se l'havia annexionat la corona d'Aragó de Pere el Cerimoniós.
El castell fou usat de talaia més que de recinte per a la defensa. Fou abandonat al segle xviii i es va anar deteriorant. Actualment està en ruïnes, i és de propietat privada, i prohibida l'entrada; per a més informació, acudiu a l'ajuntament de Pollença o a les oficines de turisme de la localitat.
Actualment, el camí que condueix al castell és motiu de controvèrsia. Malgrat ser un camí públic, els propietaris (la família March) han obtingut de restringir-ne l'accés.
El poeta Miquel Costa i Llobera va escriure el poema Castell del Rei el 1896. En pollencí oral: "U castell d'u rei".